# الجهد الأقصى للإنزيم
الجهد الأقصى للإنزيم هو الحد الكمي الأقصى لقدرة الإنزيم الاستيعابية في تحويل المركبات المتفاعلة إلى نواتج خلال مدة زمنية محددة.